# Gaetano Milanesi
Gaetano Milanesi (* 9. September 1813 in Siena; † 11. März 1895 ebenda) war ein italienischer Kunsthistoriker. Er ist bekannt für seine kommentierte Herausgabe des Werks von Giorgio Vasari und von Dokumenten zur Kunstgeschichte aus italienischen Archiven.
Milanesi studierte Jura mit dem Laurea-Abschluss 1834. Statt einer juristischen Karriere wandte er sich der Kunstgeschichte und der Erfassung von archivalischen Zeugnissen für sie zu. Ab 1842 schrieb er für die Zeitschrift L’Antologia von Giovan Pietro Vieusseux und wurde auch Sekretär bei dessen Archivio Storico Italiano. 1845 gründete er mit seinem Bruder Carlo Milanesi (1816–1867), mit dem Dominikaner Vincenzo Marchese (1808–1891) und mit Carlo Pini (1806–1879) die Società di Amatori delle Belle Arti, die zwischen 1846 und 1870 eine wissenschaftliche Ausgabe der Künstlerbiografien von Vasari herausgab und dabei auch den Fehlern von Vasari nachging. 1878 bis 1885 erfolgte eine zweite korrigierte Auflage.
1848 wurde er Inspektor der Accademia fiorentina di Belle Arti. 1856 wurde er Mitglied der Accademia della Crusca und zog nach Florenz. 1858 wurde er stellvertretender Direktor des toskanischen Staatsarchivs in Florenz (Archivio di Stato). 1889 wurde er Direktor des Staatsarchivs und ging 1892 in den Ruhestand. 1885 wurde er zum assoziierten Mitglied der Königlichen Akademie von Belgien gewählt.
Neben seiner Vasari Ausgabe gab er die Briefe Michelangelos heraus, das Handbuch der Malerei von Cennino Cennini und Dokumente zur Kunstgeschichte aus Archiven in Siena, Orvieto und Florenz. Er war auch Mitherausgeber des Archivio Storico Italiano.

## Schriften
- Documenti per la storia dell’arte senese, raccolti ed illustrati. 3 Bände O. Porri, Siena 1854–1856 (Dokumente zur Kunstgeschichte in Siena, überwiegend aus dem Domarchiv in Orvieto).
- Hrsg. mit Carlo Milanesi, Vincenzo Marchese, Carol Pini: Giorgio Vasari: Le vite de’ più eccellenti pittori, scultori e architetti. Società di Amatori delle Arti belle/F. Le Monnier, Florenz 1846–1857.
  - 2. Auflage als Le vite de’ più eccellenti pittori, scultori ed architettori scritte da Giorgio Vasari. 9 Bände G.C. Sansoni, Florenz 1878–1885.
- Hrsg.: Michelangelo Buonarroti. Le lettere di Michelangelo Buonarroti: pubblicate coi ricordi ed i contratti artistici. Le Monnier, Florenz, 1875.
- Hrsg. mit Carlo Milanesi: Cennino d’Andrea Cennini. Il libro dell’arte o, Trattato della pittura. Le Monnier, Florenz 1859.
- Hrsg. mit Carol Pini: La scrittura di artisti italiani (sec. XIV-XVII). 3 Bände C. Pini, Florenz 1869–1873.
- Storia della miniatura italiana: con documenti inediti. Le Monnier, Florenz 1850.
- Nuove indagini con documenti inediti per servire alla storia della miniatura italiana. Le Monnier, Florenz 1850.
- Sulla storia dell’arte toscana: scritti vari. L. Lazzeri, Siena 1873.
- Di Cafaggiolo e d’altre ceramiche in Toscana. Forni, Bologna 1902.